# Violette schallebijter
De violette schallebijter (Carabus violaceus purpurascens) is een kever uit de familie loopkevers (Carabidae). De wetenschappelijke naam werd in 1787 als Carabus purpurascens gepubliceerd door Johann Christian Fabricius, maar het taxon wordt nu als een ondersoort van Carabus violaceus beschouwd.

## Verspreiding
Deze kever komt voor in een deel van West-Europa, van Duitsland tot Spanje. Ook in Nederland en België wordt de ondersoort redelijk algemeen aangetroffen.